# 開放台電
開放台電（Open Taipower）為前國策顧問郝明義籌組的研究小組，下設「調查研究小組」（綠色消費者基金會董事長兼臺北市政府廉政透明委員會委員方儉、李宗黎、李慕約、陳季芳等等）、「調查研究監督團」（陳謨星、劉黎兒、王塗發、徐光蓉等人）。

## 起源
郝明義於2016年6月20日公開信要求進行「台灣電力供需情況公民調查研究」，表示應行政院院長林全誠意邀請民間一起監督台灣電力公司；後獲林全背書暨指示配合。

## 過程
「開放台電」已與台電進行9次會議，其中郝明義在共出席頭尾2次會議，方儉則出席7次會議。目前「開放台電」要求公布的52項資料，除含門牌或GPS的輸電、配電系統圖，部分民營電廠機組停機紀錄等涉及機敏資料，以及台電無特別統計的停機損失共7項資料之外，其餘資料皆已統整、公布上網。

2016年8月11日，方儉因籌設「公民電力公司」宣布退出開放台電研究小組。

## 外部連結
- 開放台電的Facebook專頁